# Henry Burrell
Henry James Burrell (19 de janeiro de 1873 - 29 de julho de 1945) foi um naturalista australiano que se especializou no estudo de monotremados. Ele foi a primeira pessoa a ter sucesso em manter um ornitorrinco em cativeiro e foi um colecionador de espécimes durante toda sua vida e contribuidor para artigos de jornais sobre monotremados.

## Obra publicada
- "The Wild Animals of Australasia" (1926) com Albert Sherbourne Le Souef
- "The Platypus" (1927)